# Volker Steiner
Volker Steiner (* 22. Juni 1940 in Karlsruhe) ist ein deutscher Manager. Er war Geschäftsbereichsleiter und Sprecher der Geschäftsleitung der Deutschen Telekom AG in Bonn und Vorstandsmitglied der Eutelsat S.A. in Paris.

## Leben und Wirken
Steiner wurde 1940 in Karlsruhe als Sohn von Frieda Magdalena Heck und Egon Ferdinand Steiner geboren. Er wuchs in Helmsheim auf und besuchte das Justus-Knecht-Gymnasium in Bruchsal. Er studierte Nachrichtentechnik an der Universität Karlsruhe (TH), dem heutigen Karlsruher Institut für Technologie (KIT). Nach seinem Studium und einer kurzfristigen Tätigkeit als Assistent an der TH Karlsruhe, trat er 1968 als Postreferendar zur Ableistung des Vorbereitungsdienstes für den höheren fernmeldetechnischen Dienst bei der Oberpostdirektion Stuttgart in den Dienst der Deutschen Bundespost.
Im Jahr 1969 wurde er Referent und anschließend Referatsleiter im Fernmeldetechnischen Zentralamt in Darmstadt. Während dieser Beschäftigung ging er im Jahr 1971 als Dozent an die École nationale d’administration (ENA) und die École Nationale Supérieure des Télécommunications (ENST) nach Paris.
Von 1969 bis 1973 war er als nationaler Berichterstatter für die Bundesrepublik Deutschland in den Studienkommissionen Normalfrequenz und Zeitzeichen sowie Funkfrequenzüberwachung des Comité Consultatif International des Radiocommunications (CCIR) in Genf tätig. In dieser Funktion war er Teil des beratenden Ausschusses der Internationalen Fernmeldeunion (UIT), einer Sonderorganisation der Vereinten Nationen (UN).
In der Zeit von 1973 bis 1976 war Steiner als Fachberater der UIT in Entwicklungsprojekten in zahlreichen afrikanischen Staaten im Einsatz. Von 1969 bis 1976 genoss er Diplomatenstatus. 
1977 wurde er zum Bundesministerium für das Post – und Fernmeldewesen versetzt, wo er als Referent für nationale und internationale Satellitenangelegenheiten eingesetzt wurde. 1983 wurde er dann zum Leiter der Projektgruppe „Nationale Satellitensysteme“ (DFS-Kopernikus und TV-SAT) berufen und war in dieser Rolle maßgeblich an der Gründung der internationalen Satellitenorganisationen Eutelsat und Inmarsat beteiligt. Ab 1986 wurde er als Referatsleiter für Forschung und Systemplanung sowie als Forschungsbeauftragter des Ministeriums eingesetzt.
Von 1990 bis 1999 leitete er das Konzerngeschäftsfeld Rundfunk, Audiovision und Sicherheit bei der Deutschen Telekom, welches ab 1993 die Bereiche Multimedia und Endgeräte für Geschäftskunden und ab 1996 zusätzlich den Bereich Breitbandkabel umfasste.
Als Vorsitzender des Vorbereitungskomitees des European Institute for Research and Strategic Studies in Telecommunications (EURESCOM) war er hauptverantwortlich an der Gründung des Instituts im März 1991 in Heidelberg beteiligt.
Zum 1. Januar 1999 wurde Steiner in den Vorstand von Eutelsat in Paris als Director Commercial Affairs und Multimedia berufen. Im April 2000 holte ihn der Vorstand der Deutschen Telekom zurück nach Bonn als Sprecher der Geschäftsleitung Rundfunk. Zeitgleich engagierte sich Steiner als Sprecher der „Initiative Marketing Digital Radio“ (IMDR) für die Verbreitung des digitalen Radios (DAB) in Deutschland. Im Jahr 2001 wechselte er zurück in den Vorstand von Eutelsat als Director Commercial Affairs und Multimedia, wo er den Privatisierungsprozess Eutelsats von einer zwischenstaatlichen Organisation hin zu einem börsennotierten Unternehmen mitgestaltete. Im Jahr 2004 wurde unter seiner Führung die Eutelsat Services und Beteiligungs-GmbH gegründet. In dieser Funktion trug er maßgeblich zum europäischen Expansionskurs von Eutelsat und zum Breitbandausbau in Deutschland bei. Als Geschäftsführer und Gründungsmitglied der Holding Eutelsat Services und Beteiligungen-GmbH war er zugleich für die 100-%-Tochterunternehmen KabelKiosk GmbH und visAvision GmbH verantwortlich. Die visAvision GmbH betrieb 2011 mit dem KabelKiosk die führende digitale Plattform zur Versorgung deutscher und europäischer Kabelnetzbetreiber mit über 120 Free- und Pay-TV-Programmen. Er zeichnete zuletzt als Managing Director für die Deutschlandgeschäfte des Satellitenbetreibers verantwortlich.
Steiner wurde am 21. Februar 2012 aus dem operativen Geschäft verabschiedet.
Steiner lebt mit seiner Frau Margarete Steiner (geborene Götz) seit 1982 in Bonn. Sie haben eine Tochter und einen Sohn.

## Weitere Aktivitäten
Von 2000 bis 2001 amtierte Steiner als Aufsichtsratsvorsitzender des Geschäftsbereichs Rundfunk der Deutschen Telekom AG.
2008 wurde Steiner in der Evangelischen Kirche Bonn-Holzlar in das Presbyterium gewählt und engagierte sich in diesem Amt bis 2016. Er nimmt als aktives Mitglied am Gemeindeleben teil.

## Auszeichnungen
Aufgrund seines siebenjährigen Einsatzes für die Deutsche Bundespost in der Internationalen Fernmeldeunion (UIT), der Vertretung der Interessen der Bundesrepublik Deutschland innerhalb der UIT, seiner Rolle als Fachberater der UIT in Entwicklungsprojekten in Afrika und seiner Funktion als Vorsitzender des Vorbereitungskomitees EURESCOM, wurde ihm am 21. September 1992 das Bundesverdienstkreuz am Bande von Bundespräsident Richard von Weizsäcker verliehen.